# Eleccions a l'Assemblea d'Extremadura de 1987
Les Eleccions a l'Assemblea d'Extremadura de 1987 se celebraren el 10 de juny. Amb un cens de 808.654 electors, els votants foren 601.615 (74,4%) i 207.039 les abstencions (25,6%). El PSOE guanyà novament per majoria absoluta, i aconseguí el nomenament del seu candidat, Juan Carlos Rodríguez Ibarra, com a president de la Junta.
- Els resultats foren:

| ← Eleccions a l'Assemblea d'Extremadura, 1987 → |         |       |        |
| Partit                                          | Vots    | %     | Escons |
| PSOE de Extremadura                             | 292.935 | 49,57 | 34     |
| AP                                              | 144.117 | 24,39 | 17     |
| CDS                                             | 73.572  | 12,45 | 8      |
| Extremadura Unida                               | 34.606  | 5,86  | 6      |
| Izquierda Unida                                 | 32.240  | 5,46  | 2      |
| PTE-UC                                          | 5.317   | 0,90  |        |
| PDP                                             | 5.203   | 0,88  |        |
| Partit Liberal                                  | 2.286   | 0,39  |        |
| Partit Humanista                                | 619     | 0,10  |        |

A part, es comptabilitzaren 4.785 (0,8%) vots en blanc.

## Diputats electes
- Juan Carlos Rodríguez Ibarra (PSOE)
- José Antonio Jiménez (PSOE)
- Adolfo Díaz-Ambrona (AP)
- Tomás Martín Tamayo (CDS)
- Manuel Pareja (Izquierda Unida)
- Pedro Cañada (Extremadura Unida)